# 蔡冠民
蔡冠民（1943年7月28日—2023年6月6日），籍貫江蘇青浦（今上海市青浦），台灣知名黑幫人士，四海幫創幫大老、曾任中常委、長老等幹部職務，亦是該幫派的代表性成員之一，綽號「阿咪」、「咪哥」。胞兄同為四海幫創幫元老及幫主外號「蔡霸子」的蔡冠倫。蔡冠民因行事低調且長年退居幕後，也因此社會大眾較知曉其兄蔡冠倫。

## 略歷
1960年代，蔡冠民在青少年時期追隨兄長蔡冠倫加入當時由富家學生組成的四海幫，並因擅長使用武士刀多次參與械鬥打響名號，亦是四海幫分支「四維幫」的第一任老大。四海幫往後的知名幫主「偉民」劉偉民及精神領袖「大寶」陳永和等人，在初期加入四海幫時曾經跟隨過蔡冠民而為其手下。1962年四海幫遭到政府強制勒令解散時，四維幫也隨之解散，之後與酆傳山、沈長聲等四海幫成員以「新四海幫」的名義重新崛起持續活躍在幫派之中。
1971年，蔡冠民胞兄綽號「老哥」的蔡冠倫從空軍退役歸來回到四海幫，蔡冠民與兄長蔡冠倫一同在台北市火車站附近投資開設西餐廳，並退居二線輔佐兄長蔡冠倫建立起新勢力，往後與劉偉民、陳永和等人被合稱為四海三大家族。1984年台灣政府因「江南案」緣故實行「一清專案」全國大掃黑，蔡冠民亦被視為四海幫大哥而被列為掃黑重點對象，隨後潛伏長居在美國等地。
1990年代四海幫設立「中央常務委員會」制度將幫派企業化，蔡冠民亦擔任中央常務委員成為核心幹部之一。2010年四海幫成立由中華民國內政部核准的社團法人組織「中華四海同心協會」，蔡冠民亦擔任常務監事等職務，至今仍以元老身份多次出席四海幫重要的公開場合，並被視為是四海幫大老的地位。

## 軼聞
依據媒體報導，蔡冠民在四海幫內頗具聲望，其影響力甚至在其兄蔡冠倫之上。但因蔡冠民行事一向低調，並以兄長蔡冠倫為尊退居幕後，也因此在社會上的知名度不及其兄長。蔡冠民對於四海幫及蔡冠倫勢力發展有重要貢獻，在「新四海」未廣為人知之前，就以新四海名義發展奠定勢力基礎；亦時常在媒體上見到蔡冠民伴隨在兄長蔡冠倫身旁協助處理事務。
四海幫由沈長聲等人創辦的鴻源投資公司吸金百億元，並因勢力日漸坐大的「大寶」陳永和介入鴻源公司過深，而由沈長聲邀請旅居美國的蔡冠民回台灣與陳永和進行協調，導致蔡陳兩人種下心結形成了不同派系因而甚少往來。